# Gmina Dukla
Die Gmina Dukla ist eine Stadt-und-Land-Gemeinde im Powiat Krośnieński der Woiwodschaft Karpatenvorland in Polen. Ihr Sitz ist die gleichnamige Kleinstadt mit etwa 2100 Einwohnern.

## Geographie
Die Gemeinde liegt im Süden der Kreisstadt Krosno und grenzt an die Slowakei. Im Süden führt der Duklapass über die Karpaten. Sie hat eine Fläche von 233,5 km², 41 % ihres Gebiets werden landwirtschaftlich genutzt, 52 % sind mit Wald bedeckt.  Zu den Gewässern gehört die Jasiołka, ein Nebenfluss der Wisłok. Durch Dukla verläuft die DK9 (Europastraße 371).

## Geschichte
Das Dorf Dukla ist 1357 erstmals belegt. Im Jahr 1405 erhielt Dukla Magdeburger Stadtrecht.
Von 1975 bis 1998 gehörte die Gemeinde zur Woiwodschaft Krosno.

## Gliederung
Die Stadt-und-Land-Gemeinde (gmina miejsko-wiejska) Dukla gliedert sich neben der namensgebenden Stadt in 22 Dörfer mit einem Schulzenamt (sołectwo):
- Barwinek
- Cergowa
- Chyrowa
- Głojsce
- Iwla
- Jasionka
- Lipowica
- Łęki Dukielskie
- Mszana
- Myszkowskie
- Nadole
- Nowa Wieś
- Olchowiec
- Równe
- Teodorówka
- Trzciana
- Tylawa
- Wietrzno
- Zawadka Rymanowska
- Zboiska
- Zyndranowa.